# Ariel (Washington)
Ariel az Amerikai Egyesült Államok északnyugati részén, Washington állam Cowlitz megyéjében elhelyezkedő önkormányzat nélküli település.
1971. november 24-én a Cascade-hegység felett D. B. Cooper eltérített egy Boeing 727-es repülőgépet; erre emlékezve a helyi kocsmában 2011 óta minden évben megrendezik a D. B. Cooper-napokat.

## Fordítás
- Ez a szócikk részben vagy egészben  az   Ariel, Washington című angol Wikipédia-szócikk ezen változatának fordításán alapul.  Az eredeti cikk szerkesztőit annak laptörténete sorolja fel. Ez a jelzés csupán a megfogalmazás eredetét és a szerzői jogokat jelzi, nem szolgál a cikkben szereplő információk forrásmegjelöléseként.